# Xanthorhoe scarificata
Xanthorhoe scarificata là một loài bướm đêm trong họ Geometridae.